# الحزب الاشتراكي البرازيلي
الحزب الاشتراكي البرازيلي (بالبرتغالية: Partido Socialista Brasileiro‏) هو حزب سياسي في البرازيل. تأسس في عام 1947، قبل أن يتم إلغاؤه من قبل النظام العسكري في عام 1965 وأعيد تنظيمه في عام 1989 بعد إعادة الديموقراطية في البرازيل.
في عام 2014، ذهب الحزب إلى جانب المعارضة، داعيًا إلى مزيد من الاستقرار الاقتصادي، وانخفاض التضخم، والنمو الاقتصادي المرتفع، والتنمية المستدامة، وبرامج الرعاية الاجتماعية.